# Femme Fatale (album)
Pour les articles homonymes, voir Femme fatale (homonymie).
Albums de Britney Spears
Circus
(2008) B in the Mix: The Remixes Vol. 2
(2011)
Singles
1. Hold It Against Me
Sortie : 11 janvier 2011
2. Till the World Ends
Sortie : 4 mars 2011
3. I Wanna Go
Sortie : 13 juin 2011
4. Criminal
Sortie : 30 septembre 2011

Femme Fatale est le septième album studio de la chanteuse américaine Britney Spears, sorti le 28 mars 2011 en France et le 29 dans le reste du monde sous le label Jive Records. Enregistré entre 2009 et 2011, l'album comporte des travaux réalisés avec des collaborateurs de longue date, Max Martin et Dr. Luke, qui sont les producteurs délégués de l'album. Ceux-ci confirment alors qu'ils travaillent avec Britney sur de nouvelles chansons pour la sortie d'un album après la tournée mondiale de la chanteuse en 2009. Voulant s'éloigner des sonorités de ses précédentes productions, Britney expérimente différents styles de musique dance, y compris le dubstep, qui est utilisé dans diverses chansons de l'album. L'album comporte également des productions de will.i.am, Shellback, Rodney Jerkins et Stargate, entre autres.
À sa sortie, Femme Fatale reçoit généralement des avis positifs de la part des critiques, qui complimentent sa production ainsi que le style dance-pop de l'album. Toutefois, certains critiques dénoncent le manque supposé d'implication de la chanteuse ainsi que le travail de retouche effectué sur sa voix, tout en ajoutant que Britney n'est plus le centre de l'album. Le chanteur-compositeur et interprète Ryan Tedder a soutenu la chanteuse face à ces critiques, soulignant le fait que Frank Sinatra et Garth Brooks qui sont d'immenses artistes n'ont pas écrit la plupart de leurs chansons. Commercialement, Femme Fatale rencontre un succès modéré comparé au triomphe de Circus paru deux ans plus tôt. Mais il fait tout de même ses débuts au sommet des charts en Australie, au Brésil, au Canada, au Mexique, en Russie, en Corée du Sud ainsi qu'aux États-Unis, tout en se classant dans le top 10 de vingt-quatre pays. Aux États-Unis, il devient le sixième album numéro un de la chanteuse. Femme Fatale s'est vendu à plus d'un million d'exemplaires aux États-Unis, pour un total mondial de 2 500 000 copies.
Quatre singles sont extraits de l'album: Hold It Against Me, Till the World Ends, I Wanna Go et Criminal, les trois premiers connaissent le succès dans les charts à travers le monde et atteignent le top 10 aux États-Unis, ce qui en fait le premier album de Britney à classer trois de ses singles dans le top 10 du pays. Le quatrième single, Criminal, ne connaît pas la popularité de ses prédécesseurs, se classant dans le top 20 de cinq pays dont la France. Afin de promouvoir Femme Fatale, Britney interprète ces singles lors de plusieurs passages à la télévision et a également lancé une tournée, le Femme Fatale Tour en 2011 dont Nicki Minaj et Joe Jonas assurent la première partie de la plupart des concerts.

## Genèse
En juin 2010, lors d'une entrevue avec le magazine Rap-Up, le producteur Danja déclare qu'il travaille avec Britney dans la phase de pré-production de Femme Fatale. Darkchild, qui a également dit travaillé avec la chanteuse, déclare lors d'une session Ustream en août 2010 : « Les fans de Britney vont être tellement heureux dans quelques semaines » faisant allusion à la sortie de nouvelles chansons. Cependant, cela est démenti par le manager de la chanteuse, Adam Leber, qui déclare : « Pas d'actualité à propos de nouvelles chansons en ce moment…. Je voudrais que l'on ne vous induise pas en erreur avec de fausses informations les gars. Pas cool ! PS- Ceux qui travaillent sur le prochain album de Britney n'en parlent pas. » Plus tard, Leber s'entretient avec Entertainment Weekly, nommant le son de l'album comme étant « progressiste ». En novembre 2010, Dr. Luke annonce qu'il sera le producteur délégué de Femme Fatale, en collaboration avec Max Martin. Dans une interview avec le magazine Rolling Stone, Britney explique qu'elle avait travaillé avec Luke lors de la production de Blackout en 2007, indiquant qu'il « était incroyable à ce moment-là et il a fait encore mieux au fil des années. » À propos de Martin, la chanteuse déclare : « il a été là depuis le début donc il y a un niveau de confiance énorme. […] Il n'y a personne avec qui je me sens plus à l'aise en studio. » Le 2 décembre 2010, jour de son 29e anniversaire, Britney remercie ses fans pour les vœux d'anniversaire et annonce : « J'en ai presque terminé avec mon nouvel album et il sortira en mars. Je l'adore ! » Le 2 février 2011, à la suite du dévoilement de la pochette de l'album et de son titre, Britney dit à propos de Femme Fatale:

« J'ai mis tout mon cœur et toute mon âme dans cet album ces deux dernières années. J'ai mis tout ce que j'avais à l'intérieur. Cet album est pour vous, mes fans, qui m'avez toujours supporté et qui m'avez épaulé lors de chaque étape de ce chemin. Je vous aime tous ! Sexy et fort. Dangereux mais mystérieux. Cool mais confient ! FEMME FATALE. »

### Enregistrement
Le 12 juillet 2009, via son compte Twitter, Britney confirme qu'elle commence à enregistrer de nouvelles chansons, disant qu'elle se rend en studio avec Max Martin. Elle parle au magazine V des sessions d'enregistrement de Femme Fatale, indiquant qu'elle a travaillé sur l'album pendant deux ans. Elle explique qu'à la base, son idée était de faire un album qui serait « frais […] pour les clubs, ou quelque chose que vous passez dans votre voiture lorsque vous sortez en soirée, qui vous excite, mais je voulais que ce soit différent de tout ce qui sort actuellement. » Elle déclare également qu'elle voulait s'assurer que Femme Fatale soit complètement différent de Circus paru en 2008, et que l'album paraisse « vraiment cohérent du début à la fin. » Après que Hold It Against Me a été écrit, Luke et Martin voulaient à l'origine donner la chanson à Katy Perry, mais décidèrent finalement que le titre « n'était définitivement pas une chanson pour Katy Perry. » Ils ont alors continué à travailler sur le morceau avec le producteur Billboard. Luke dit à propos de cela : « Je voulais m'assurer qu'il ne ressemblait pas tout ce que j'ai fait. » Darkchild indique que lorsqu'il travaille avec Britney Spears, elle est très « impliquée » et « a beaucoup d'idées pour moi. » Plus tard, il déclare avoir produit deux chansons pour l'album, dont l'une avec Travis Barker, le batteur du groupe américain Blink-182. À cela, Darkchild ajoute que la chanson « donne cette sensation de roche qui est en dehors de la boîte, hors norme, et je pense que c'est hors de sa norme également. »
Le 8 février 2011, Britney tweete qu'elle est en studio avec will.i.am. Ce dernier décrit leur collaboration comme « Un monstre. C'est riche, agréable, nerveux, au niveau au-dessus. [...] Elle chante de manière fringante dessus. C'est quelque chose dont on a besoin aujourd'hui. » Britney commentera plus tard qu'elle est une fan des Black Eyed Peas, et serait ravie de travailler à nouveau avec will.i.am à l'avenir. Elle explique également qu'elle a découvert Sabi sur recommandation d'un ami, et qu'elle avait toujours voulu présenter un nouvel artiste dans l'un de ses albums. De ce fait, elles enregistrent le titre (Drop Dead) Beautiful. Luke parle au magazine Rolling Stone de la direction de l'album le 2 février 2011, précisant que la liste finale des chansons n'a pas encore été choisie. Il ajoute : « Nous sommes au milieu du processus en ce moment. […] Nous travaillons avec beaucoup de producteurs et supervisons cela avec son directeur artistique, sa maison de disque et son manager afin d'essayer de faire quelque chose de cohérent. » Le producteur britannique Fraser T. Smith parle de son travail avec Britney sur trois chansons, et félicite l'éthique de travail de la chanteuse, disant : « Elle a fait du café pour nous tous dans le studio, sa voix était forte et elle a été totalement concentrée sur sa musique. Je n'aurais pas pu demander meilleure expérience. J'espère juste que les morceaux feront partie du montage final de l'album. » Heather Bright, l'un des auteurs-compositeurs de l'album, révèle que Trouble for Me a été l'une des premières chansons enregistrées par Britney pour Femme Fatale. Le producteur William Orbit confirme qu'il a coécrit un titre avec Klas Åhlund pour l'album, mais qui ne sera finalement pas retenu. Orbit déclare qu'il était mécontent de cette décision, et a déclaré, « Écoutez, je suis allé à un camp d'écriture à Teresa. J'ai passé un bon moment. Les mots sont sortis. Des suppositions ont été faites. Dr Luke est producteur délégué et il bloque qui il veut. Et (je vous entends demander) où est Britney dans tout ça ? Je ne le sais pas. J'ai fait une chanson avec Klas Åhlund, qui a écrit Piece of Me. Et c'est énorme. Mais ce n'est apparemment pas sur Femme Fatale. Mais une bonne chanson est une bonne chanson malgré tout. »

### Composition
Les critiques musicales ont relevé les styles electropop et dance-pop de l'album. Le journaliste musical Jody Rosen a écrit à propos de l'album : « Sur le plan conceptuel, c'est simple : un album pour faire la fête partie rempli de sexe et de tristesse ». Spears a décrit Femme Fatale lors d'un chat sur Twitter comme « d'humeur changeante, de la pop nerveuse avec beaucoup d'énergie » avec « quelques mid-tempos qui pourraient être considérés comme des ballades ». L'album a été comparé aux albums précédents de Spears, In the Zone (2003), Blackout (2007) et Circus (2008). Bien que Spears ait été critiquée pour son manque d'implication dans la production de l'album et à l'écriture des chansons, elle a écrit la chanson Scary, produite par Fraser T. Smith, qui est incluse dans l'édition deluxe japonaise de l'album. L'album s'ouvre sur Till the World Ends, coécrit par Ke$ha, chanson décrite comme un titre up-tempo dance-pop et electropop, avec un beat électro et des éléments de trance et d'Eurodance. La chanson débute avec des sirènes et une ligne de basse "grésillante". Les critiques ont applaudi la chanson « de nature hymnique » et « chanter comme en chœur ». La deuxième piste et premier single Hold It Against Me est une chanson dance-pop qui comprend des rythmes industriels, une influence dubstep sur le break, des éléments de grime ainsi qu'un refrain final incorporant des éléments de rave. Les paroles dépeignent la chanteuse séduisant quelqu'un sur la piste de danse, tandis que le refrain tourne autour d'une phrase d'accroche, Spears chantant, « Si je dis que je veux ton corps maintenant (If I said I want your body now), est-ce que tu m'en voudrais ? (would you hold it against me?) »
Spears a été complimenté par les critiques pour s'être « aventurer dans un nouveau territoire et repousser les limites de la dance-pop une fois de plus. » La troisième piste de l'album Inside Out est une chanson electropop. Elle dispose d'influences dubstep et R&B, complétées par des "fracassantes de synthés". La chanson a été congratulée pour sa production complexe et a été comparé au travail antérieur de Spears sur ses albums In The Zone et Circus ainsi qu'à celui de Madonna sur ses albums Ray of Light (1998) et Music (2000). Spears chante crescendo « Bébé ferme la et bouleverse-moi (Baby shut your mouth and turn me inside out) » durant de le refrain et enchaîne sur « Prends moi encore une fois c'est tellement exceptionnel (Hit me one more time it’s so amazing) » puis « Tu es le seul qui m'est toujours rendu dingue (You're the only one who's ever drove me crazy) »; ceci en référence à ses singles ...Baby One More Time et (You Drive Me) Crazy. I Wanna Go, quatrième piste est une chanson dance-pop et Hi-NRG, qui comprend des éléments de techno et une ligne de basse lourde. La chanson a une mélodie sifflée. Au sein du refrain, Spears chante « Je veux aller jusqu'au bout (I-I-I wanna go-o-o / All the way) / Laisser cours à ma curiosité ce soir (Taking out my freak tonight) » Le style de la chanson a été comparé à son album Blackout.
How I Roll est la cinquième piste de l'album, produite par Bloodshy Jonback, Henrik et Magnus, a été décrite comme une « chanson pop pétillante et ludique ». La voix de Spears y est fortement altérée avec de nombreux déformateurs, filtres et mélangeurs. La chanson utilise des claquements de mains constants et précipités. La sixième et septième pistes, Drop Dead (Beautiful) (avec Sabi) et Seal It With a Kiss ont été considérées comme des morceaux de remplissage. Cependant, Seal It With a Kiss a été estimée comme « véritablement passionnante » par Williams Hernes de Rolling Stone, disant: « Dr. Luke et Max Martin ont inclus un break dubstep sur Seal It With a Kiss. J'adore ça lorsque l'avant-garde s'infiltre dans le mainstream. » Big Bass Fat est la huitième piste de Femme Fatale, « colle aux basiques du dancefloor », le titre a été noté comme étant accrocheur mais répétitif. Trouble for Me, neuvième piste, dispose d'un pré-refrain rempli de « synthés poussifs ». La voix de Spears a été passée à l'Auto-Tune, mais a été décrite comme « brute » et les tons comme « sexy » et « unique en son genre ». Criminal, la dernière piste de l'édition standard de l'album, est une chanson mid-tempo axée sur la guitare, incorporant une mélodie de flûte au style folk. Erin Thompson, de Seattle Weekly a dit à propos de la chanson qu'elle « marque une pause avec les rythmes agressifs au synthés, entraîné à la place par une constante rythmique de guitare et une curieuse mélodie de flûte folk asiatique qui sonne bien. » Dans les couplets, Britney Spears chante être amoureuse d'un mauvais garçon hors la loi, avec des paroles comme « C'est un escroc (He is a hustler) / Il n'est pas bien du tout (He's no good at all) / C'est un raté, c'est un clochard (He is a loser, he's a bum, bum, bum, bum) » et « C'est un mauvais garçon avec un (He is a bad boy with a tainted heart) / cœur impur et même je sais que ce n'est pas intelligent (And even I know this ain't smart) ». Pendant le refrain, elle demande à sa mère de ne pas s'inquiéter : « Mais maman je suis amoureuse d'un criminel (But mama i'm in love with a criminal) » et « S'il te plaît maman ne pleure pas (Mama please don't cry) / J'irai bien (I will be alright.). »

## Sortie et changement de label
Le 2 février 2011, Spears a annoncé le titre de l'album via son compte Twitter, et a également dévoilé la pochette de l'opus. À la suite de cette annonce, le titre est devenu un sujet tendance sur Twitter, et est devenu le dixième sujet tendance le plus long sur le site ainsi que le premier sujet tendance lié à la musique à entrer dans le top 10. Spears a alors tweeté, « Je n'arrive pas à croire que Femme Fatale ait été un sujet tendance durant 6 jours. Les gars, vous êtes ma motivation chaque jour. Je vous aime tous! » Femme Fatale est paru le 25 mars 2011, principalement dans une version standard et une version deluxe (package élargi, avec des pages de livret supplémentaires), disposant de quatre titres supplémentaires. Une édition premium a également été publiée pour les fans, comprenant un livre photo de 32 pages en édition limitée, l'édition deluxe du CD avec une pochette exclusive, un Vinyle 7" du single Hold It Against Me ainsi que le téléchargement numérique complet de l'album à sa sortie.
Le 15 juin 2011, il a été annoncé par Billboard que le RCA/Jive Label Group serait divisé et que Jive Records serait entièrement dissous au profit du label RCA Records, demeurant lui intact. En août, il a été annoncé que Spears avait officiellement rejoint liste des artistes RCA. Au cours des MTV Video Music Awards 2011 le 28 août 2011, MTV a rendu hommage à Britney Spears avec un groupe de jeunes danseuses qui reproduisant les clips, performances et styles les plus iconiques de la chanteuse. Après quoi, Britney Spears a reçu le MTV Video Vanguard Award des mains de Lady Gaga, cette dernière déclarant que « l'industrie ne serait pas la même sans Britney ». Le 9 septembre 2011, Spears a annoncé la sortie d'un nouvel album de remixes, intitulé B in the Mix: The Remixes Vol. 2, qui a été publié le 7 octobre. Le 7 octobre, RCA Music Group a annoncé la dissolution des labels Jive Records, Arista Records et J Records. À la suite de cela, Britney Spears (et tous les autres artistes déjà signés sur l'un de ces trois labels) sortira son travail à venir sous le label RCA Records.

## Critiques
Femme Fatale bénéficie d'un score de 67 sur 100 (indiquant des avis généralement positifs) basé sur 25 commentaires critiques, selon Metacritic. Jody Rosen de Rolling Stone fit remarquer que Femme Fatale était « peut-être le meilleur album de Britney ; certainement le plus venant d'elle ». Stephen Thomas Erlewine de AllMusic analysa que la présence de Britney Spears sur l'album était éclipsée par sa « production haute joaillerie », considérant l'album comme « remake chic du tapageur et sombre Blackout  […] un paradis de producteurs. » Edna Gundersen de USA Today a donné à l'album la note de trois étoiles sur quatre et a écrit que Spears et ses producteurs ont élaboré « un lot de mélodies electro-pop branchées, communicatives et séduisantes. »  Adam Markovitz de Entertainment Weekly a décrit l'album comme une « playlist d'inlassables beats dance » et a qualifié le chant de Spears de « guide de confiance corrompu vers un endroit où notre seul souci est de savoir si les beats termineront avant le soleil se lève. » Robert Everett-Green du Globe and Mail a donné à l'opus la note de trois étoiles et demi et a félicité son « son électronique granuleux et brillant », le qualifiant comme « l'un des grands plaisirs coupables de la pop cette année ». Kitty Empire de The Observer a fait observer que Spears « a sorti le farouche album dance qu'elle avait promis. »
Cependant, Andy Gill de The Independent a donné l'album la note de deux étoiles sur cinq, critiquant son « unique dévouement à la cause dancefloor », indiquant qu'il « reste dans la mode du swing electro pendant presque tout son parcours, avec seulement de petites variantes de rythmique ou différences dans les tons électroniques distinguant le travail d'un producteur de celui d'un autre ». Jon Caramanica de The New York Times fit remarquer que « la plupart des musiques sur cet album sonne comme plates et redondantes, pas plus revigorant que la moyenne de l'album dance-pop européen album d'il y a cinq ans ». Alexis Petridis de The Guardian a écrit que la voix de Spears est plus anonyme que jamais, un état de cause amplifié par les apports de l'Auto-Tune ». Greg Kot du Chicago Tribune écrit dans ce sens disant que « Spears se permet d'être traitée comme un autre passager dans ces trains de rythme ». Thomas Conner du Chicago Sun-Times complimenta les « sons et rythmes contemporains» de l'album, en nuançant: « Le compromis est la personnalité [...] la voix de Brit est traitée si lourdement sur cet album, et les paroles sont tellement fades, ces chansons pourraient être chantées par n'importe qui ». Juzwiak Riche de The Village Voice jugea que la voix de Spears « n'ajoute pas grand-chose », et dit que son manque de présence était « problématique pour un album qui tourne autour de l'hédonisme ».
Sal Cinquemani de Slant Magazine fit remarquer que le manque de participation de Spears sur l'album fait « reposer le succès d'une chanson Britney presque entièrement sur d'autres personnes écrivent et produisent, et presque tous les titres de Femme Fatale sont des réussites ou des échecs suivant ce principe ». Dans son guide du consommateur pour MSN Music, le critique Robert Christgau donna à l'album un B+ et dit à propos de celui-ci « remarquable d'une façon ou d'une autre, mais aussi flirtant avec la monotonie ou le foireux ». Car Wilson du Los Angeles Times a noté que l'album « n'invite jamais à une écoute plus intime [...] les paroles essayent même rarement d'être intelligents », mais fit l'éloge du « de la douzaine de producteurs les plus accomplis de cet âge » et a écrit que l'album « trouve une unité de sujet, de style et de son en imaginant des scénarios dans lesquels disparaître dans l'anonymat peut être réconfortant et libérateur ». Caryn Ganz de Spin a donné à l'album une note de sept sur dix et a complimenté sa production, tout en affirmant « ignorer les paroles, Spears donne encore plus comme un Britbot programmé que dans Blackout en 2007 ». Tom Gockelen-Kozlowski de The Daily Telegraph a donné à l'album quatre étoiles sur cinq et a déclaré: « En dépit de sa voix faible et de paroles vides, Spears s'est placée à l'avant-garde de la pop avec ce mélange magistral de dubstep et de pop sirupeuse ». Geneviève Koski de The A.V. Club a déclaré: « Alors que la voix de Spears est inévitablement l'élément le moins impressionnant de n'importe quelle chanson donnée, elle ne disparaît pas totalement dans la production de Femme Fatale, elle s'installe en elle et mise entre les mains de professionnels de confiance qui savent comment l'utiliser au mieux ».

## Classements
Femme Fatale a débuté numéro un du Billboard 200, en première semaine d'exploitation avec 276 000 exemplaires vendus. C'est le sixième album de Spears à débuter directement numéro un du classement, ce qui la place à égalité avec Mariah Carey et Janet Jackson au classement des artistes féminines ayant le plus d'albums numéro un aux États-Unis. Toutefois, ces ventes sont les deuxièmes plus faibles ventes de première semaine pour un album studio de Spears. Seul son premier album …Baby One More Time en 1999 a débuté avec des ventes inférieures (121 000 exemplaires). En deuxième semaine, l'album descend à la 2e place, avec des ventes en repli de 73%  (75 000 exemplaires écoulés). Il s'est ainsi vendu à 351 000 copies en deux semaines aux États-Unis. L'album a passé cinq semaines consécutives dans le top 10 du Billboard 200. Un mois après sa mise en vente, il a été certifié disque de platine par la Recording Industry Association of America pour la mise en place de plus d'un million d'exemplaires aux États-Unis. Femme Fatale est ainsi le septième album studio de Spears à être certifié platine par la RIAA et le huitième tout album confondu. En juillet 2012, l'album s'est vendu à plus 923 000 exemplaires aux États-Unis. Au Mexique l'album débute numéro un dès sa sortie et passe trois semaines dans le top 10 avant de chuter à la 13e place des charts mexicains. L'AMPROFON a certifié l'album disque d'or et selon Sony Music Mexico, l'album s'est vendu à plus de 40 000 exemplaires dans le pays. L'album a débuté 8e au Royaume-Uni, avec 31 650 exemplaires écoulés en première semaine, devenant ainsi l'album studio de Britney Spears le moins bien classé au Royaume-Uni depuis In the Zone, qui avait culminé à la 13e place en décembre 2003. Le 4 avril 2011 Femme Fatale a démarré numéro un en Australie, une première pour Spears dans ce pays. Il a également été certifié disque d'or au cours de sa première semaine d'exploitation pour les envois de plus de 35 000 exemplaires. En Allemagne, l'album a débuté 10e et est devenu le septième album studio de Spears à se classer top 10 dans le pays et huitième album en incluant la compilation Greatest Hits: My Prerogative (2004), qui avait culminé 4e. Femme Fatale a débuté 8e au Danemark avec 1 009 exemplaires vendus en première semaine. En France, c'est à la 4e place que Femme Fatale fait son entrée en première semaine avec 15 000 exemplaires écoulés, soit un meilleur classement que son prédécesseur Circus, classé top 5 en 2008. L'album a été certifié disque d'or avec 50 000 copies vendues.

## Singles
Hold It Against Me est sorti en tant que premier single de l'album le 11 janvier 2011. Les critiques ont gratifié la chanson, même si certains ont déploré son contenu lyrique. Le vidéoclip de la chanson a été dévoilé le 17 février 2011 sur MTV après une campagne de deux semaines de teasing. La vidéo présente Spears comme une extraterrestre trouvant la gloire sur Terre, mais elle devient submergée par sa célébrité et tombe en dépression. Hold It Against Me est devenu le quatrième single numéro un de Spears au Billboard Hot 100, ce qui fait de la chanteuse la deuxième artiste de l'histoire à avoir deux singles consécutifs débutant numéro un (le dernier étant 3 en 2009). La chanson a également été numéro un dans six autres pays et a culminé dans le top 10 de plus de douze pays à travers le monde.
Till the World Ends a été publié en tant que deuxième single, faisant sa première mondiale lors de l'émission de radio On Air with Ryan Seacrest de Ryan Seacrest. La chanson a reçu des avis positifs de la part des critiques, complimentant son attractivité et sa nature d'hymne. Le clip de Till The World Ends a été présenté le 6 avril 2011 sur VEVO et montre Spears lors d'une soirée dance underground. Un remix de la chanson avec Nicki Minaj et Ke$ha a également été publié. Till The World Ends a bien fonctionné dans le monde entier, se classant au sommet des charts en Pologne et en Corée du Sud tout en atteignant le top 3 aux États-Unis ainsi que le top 10 en Australie, Canada ainsi que dans neuf autres pays. La chanson est également devenu le plus grand succès de Spears en termes de diffusions radio aux États-Unis, atteignant des audiences de 98 000 000 diffusions. Cette performance fut ensuite battue par I Wanna Go qui atteignit les 100 millions de diffusions aux États-Unis
I Wanna Go a été annoncé comme le troisième single de Femme Fatale le 13 mai 2011. Il a été officiellement lancé en tant que single en juin 2011. La chanson a généralement reçu des critiques positives. Le clip de I Wanna Go a été publié le 22 juin 2011 et présente Britney Spears prise dans une rêve sur différents scénarios au cours d'une conférence de presse. I Wanna Go a été classé numéro un en Corée du Sud, 5e en France, 8e au Canada, et 7e aux États-Unis, tout en étant présent dans le top 40 de plusieurs pays comme la Nouvelle-Zélande, la Turquie, le Danemark et l'Australie. Lorsque I Wanna Go s'est classé 7e aux États-Unis, Femme Fatale est le premier album de Spears a engendré trois singles top 10. Criminal a été annoncé comme quatrième single de l'album suivant lors des MTV Video Music Awards 2011 le 28 août. Début août, un sondage réalisé sur la page Facebook officielle de Spears demandait aux fans de voter afin de choisir le quatrième single de Femme Fatale. Les choix possibles mettant en concurrence, Criminal, (Drop Dead) Beautiful, et Inside Out. Criminal a remporté le sondage avec une avance de 39 160 votes, et a ainsi été publié le 30 septembre 2011. Le vidéoclip a été filmé à Stoke Newington, un quartier de Londres, en Angleterre. C'est la deuxième fois que Spears fait équipe avec le réalisateur Chris Pirello Mars, ayant également réalisé I Wanna Go. Le single remporte un succès modéré par rapport aux singles précédents de l'album, apparaissant à la 55e place aux États-Unis et atteignant le top 20 de cinq pays dont la France, où le titre se classe 13e. Toutefois, Criminal parvient se classer numéro un au Brésil.

## Promotion
La promotion de Femme Fatale débuta avec une interview de Ryan Seacrest à la radio où Britney Spears est venue présenter le single Till the World Ends. Le 25 mars 2011, Spears interprète Hold It Against Me, Till the World Ends et Big Fat Bass. La performance a été filmée au Rain Nightclub, boîte du nuit du Palms Casino Resort et a fait l'objet d'une émission spéciale sur MTV intitulée I Am the Femme Fatale, qui a été diffusé sur le 3 avril 2011. Le manager de Spears, Larry Rudolph a expliqué le choix de l'endroit pour la performance dans une interview avec MTV, déclarant: « Nous avons choisi le Palms parce que le Palms est un endroit où Britney a beaucoup d'histoire. Nous avons fait une performance ici avec l'album Britney, nous avons fait quelque chose de semblable. Nous faisons cela huit ans plus tard maintenant et nous le faisons pour les fans. » Rudolph a également expliqué que l'objectif principal de la chanteuse était de divertir ses fans durant l'ère Femme Fatale, et a ajouté: « Je veux qu'ils sachent - lorsque les fans regardent cette émission - je veux qu'ils sachent que Britney est de retour et meilleure que jamais, non pas qu'elle soit déjà partie quelque part, mais elle est de retour et elle se sent mieux que jamais ».
Le 27 mars, Britney Spears a interprété les mêmes chansons au Bill Graham Civic Auditorium devant 5 000 personnes à l'occasion d'une émission spéciale de Good Morning America, diffusée le 29 mars. La chanteuse a encore chanté ces trois chansons et a participé à deux sketches dans l'émission Jimmy Kimmel Live! le 29 mars et a fait une apparition spéciale lors des Kids' Choice Awards 2011. Spears devait également faire plusieurs apparitions au cours de l'émission de Ellen DeGeneres The Ellen DeGeneres Show la semaine de la sortie de l'album mais cet évènement a été finalement annulé. En avril 2011, Britney Spears collabore avec la chanteuse Rihanna sur un remix de son titre S&M, après que Rihanna ait demandé à ses fans via Twitter qui ils voulaient voir collaborer avec elle. La chanson a atteint la 1re place du Billboard Hot 100 aux États-Unis à la mi-avril 2011, offrant à Spears son cinquième numéro un dans ce classement. Spears a également officié comme présentatrice lors de l'édition 2011 de la série de concerts Wango Tango aux côtés de Ryan Seacrest, le 14 mai 2011. La chanteuse a fait deux apparitions aux Billboard Music Awards 2011, une première fois afin d'interpréter le remix de S&M avec Rihanna et une seconde fois pour une version courte de Till The World Ends aux côtés de Nicki Minaj. Le 3 août 2011, la chaîne ABC Family a annoncé que la chanson (Drop Dead) Beautiful serait disponible en téléchargement gratuit sur leur site web, jusqu'à ce que la première de la série Teen Spirit le 5 août 2011. Britney Spears a fait promotion pour l'album lors de la partie européenne de sa tournée au Royaume-Uni en septembre 2011 où elle s'est prêtée à une dizaine d'interviews et passages radio. Le 5 octobre 2011, dans le cadre des concerts français de Britney Spears, TF1 diffuse lors de son JT de 20 heures un reportage consacré à la chanteuse, comprenant des séquences d'interview enregistrées à Londres en septembre. Enfin, Spears a également tournée une publicité pour le jeu Twister après avoir achevé sa tournée mondiale. Trouble for Me a également été présenté sur la page principale du site web de Sony BMG.

### Femme Fatale Tour
Le 16 juin 2011, Britney Spears a lancé sa sixième tournée afin de promouvoir Femme Fatale. Elle a été annoncée le 29 mars 2011 et comprend 45 dates en Amérique du Nord, 26 dates en Europe, 7 en Amérique du Sud et 1 en Asie. Au cours d'une interview lors de l'émission de radio de Ryan Seacrest le 4 mars 2011, Spears a déclaré qu'elle partirait en tournée aux États-Unis  au « début de l'été ». Le 29 mars 2011, à la suite de sa performance à Good Morning America, la chanteuse a annoncé une tournée avec Enrique Iglesias, à partir de juin 2011. Quelques heures après cette annonce, il a été signalé par Billboard qu'Iglesias avait annulé sa participation à la tournée. Ray Wedell de Billboard a évoqué que la possible raison de cette annulation pourrait être le fait que Spears ait été présentée comme la tête d'affiche de la tournée et Iglesias seulement comme la première partie. Les 26 premières dates nord-américaines ont également été annoncées le 29 mars 2011. Les premières parties ont été annoncées le 12 avril 2011. Spears a déclaré: « C'est le Femme Fatale Tour et je suis ravie que Nicki Minaj,  Jessie and the Toy Boys et Nervo se joignent à moi pour faire danser tout le monde sur le dancefloor. J'ai hâte de partir sur les routes. » Les billets pour certains shows ont été mis en vente à partir du 30 avril sur les sites Ticketmaster et Live Nation. En mars 2011, le manager de Spears, Larry Rudolph a déclaré à MTV News que la tournée aurait une « ambiance post-apocalyptique vibe » tout en commentant « Till the World Ends reste un thème pour nous », il a également confirmé que Jamie King serait le directeur de tournée. La tournée a globalement reçu des critiques positives, certains la considérant comme la meilleure de toute la carrière de Britney Spears.

## Postérité
Lorsque Femme Fatale paraît, l'album est salué par la critique comme « un grand album dance-pop album », mais le manque de contribution de Britney sur l'album est en revanche très critiqué. Stephen Thomas Erlewine d'AllMusic déclare que « son nom et son visage sont sur la pochette, mais elle n'est pas le centre de l'album, on ne la trouve nulle part au milieu de la clameur créé par Dr. Luke, will.i.am, Bloodshy, Shellback, et Max Martin, il y a chez elle une absence de tout charisme. Britney suit consciencieusement les étapes, en chantant assez des mots afin qu'ils puissent être transformés à l'ordinateur, sans jamais investir quoi que ce soit d'émotionnel, sans jamais comprendre les producteurs, qui offrent un showcase un peu moins captivant que Blackout. Évidemment, il y a parfois des moments, le temps d'une chanson complète, qui sont convaincants, mais même ceux-ci ne peuvent effacer le sentiment que Britney n'a plus réellement de personnalité concrète. » Cependant, le chanteur et compositeur Ryan Tedder défend Britney dans une interview au magazine The Hollywood Reporter, affirmant que « Sinatra n'a pas écrit une chanson, Garth Brooks peine à écrire quoi que ce soit, George Strait a eu, je crois, 51 no 1 et il n'a encore jamais écrit une chanson. Rascal Flatts est l'un des plus grands groupe country au monde et tous leurs hits sont écrits par d'autres personnes. »
Les capacités de Britney sur scène ont également été critiquées, en particulier au niveau de la danse. La chanteuse répond aux critiques en déclarant:  « À ce stade je n'ai pas vraiment grand-chose à prouver. Je fais seulement cela pour le plaisir et je vois ce qui se passe. » Le producteur délégué de Femme Fatale, Dr. Luke déclare à MTV à propos de l'album: « Je sens que Britney a en quelque sorte son propre genre, si vous prenez des chansons comme Toxic, Piece of Me et Oops!… I Did It Again, elles ont toutes été une sorte d'influence et ont ouvert la voie [...] Elle voulait continuer à faire cela et faire des choses qui étaient "avant-gardiste", donc nous avons mis quelques éléments dubstep là-dedans, dans les ponts, ça s'est faufilé dans différents endroits. » Jocelyn Vena de MTV note que « pour la première fois depuis longtemps, Britney semble à l'aise avec la mégastar de la pop qu'elle est. » Spin nomme Femme Fatale comme étant le 50e meilleur album de 2011, affirmant que Britney Spears « ne sera jamais une chanteuse de ballades comme Beyoncé ou une auteur comme Lady Gaga, alors elle plante ses talons sur le territoire qui l'a toujours le mieux desservi: bien-être, les mains en l'air, pop-synthé conçu par une escouade de producteurs d'élite - le suédois faiseur de tubes Max Martin (qui a lancé sa carrière en 1999), Bloodshy & Avant (qui sont responsables de sa meilleure chanson, Toxic), et Dr. Luke (qui a donné à des concurrents comme Katy Perry et Ke$ha des titres irrésistibles) ». Spin également classé l'album à la 2e place de leur « 20 meilleurs albums pop de 2011 ». Digital Spy a classé l'album 11e de leur liste de fin d'année indiquant, « du phénoménal Hold It Against Me au flirtant et frivole I Wanna Go » Il Against Me "pour flirter et frivalous" I Wanna Go, l'album est plus qu'à la hauteur de son ambitieux titre ».
Le deuxième single de l'album, Till the World Ends reçoit des critiques élogieuses. Rolling Stone la nomme troisième meilleure chanson de l'année 2011. Le journaliste concluant, « Britney offre l’apocalypse des chansons Eurotrash electrotrance, comme cette impulsion lancinante à refrain tel une bombe à retardement. Et ce chœur "whoa-ho-ho" retentit si Cher était la capitaine d'un porte-avion rempli de marins homosexuels ». La chanson a également été désigné comme troisième meilleure chanson de l'année 2011 par Billboard, faisant observer qu'elle est « le single le plus immédiat de Britney depuis Toxic ». Sam Lansky de PopCrush considère Till the World Ends comme la meilleure chanson pop de l'année 2011, écrivant « 2011 était déjà l'année de Britney depuis janvier, quand Hold It Against Me est arrivé en tête des charts, mais Britney avait quelque chose d'encore mieux dans sa manche, Till the World Ends, écrit par la tapageuse chanteuse pop Ke$ha et produit par le faiseur de hits Dr. Luke. C'est une chanson de fête gigantesque avec des paroles provocatrices, synthés lancinants, et un refrain palpitante et euphorique -. et il n'y avait pas une chanson pop plus exubérante cette année ». Digital Spy a également nommé le titre comme la meilleure chanson de l'année 2011, la considérant comme la « meilleure piste de Britney depuis Toxic » et commenta, « à en juger par son classement dans les charts, c'est aussi son tube le plus sous-estimé. »

### Récompenses et distinctions
Femme Fatale a remporté ses premiers prix à l'occasion des Billboard Mid-Year Music Awards 2011, où Britney Spears était nommée dans cinq catégories, First-Half MVP, Favorite Hot 100 No. 1 Song (Hold It Against Me), Favorite Billboard 200 No. 1 Album (Femme Fatale), Best Music Video (I Wanna Go) et Best Tour (Femme Fatale Tour). La chanteuse a remporté toutes les catégories. Il y avait aussi un classement Billboard's Mid-Year des ventes de 2011, dans lequel Spears était nommée à deux reprises. Femme Fatale a atteint la 12e place avec 590 000 unités vendues, et son deuxième single Till the World Ends la 18e place pour 1 989 000 millions d'unités vendues. La chanteuse a également remporté le prix Best Pop Video avec Till The World Ends, ainsi que le MTV Video Vanguard Award lors des MTV Video Music Awards 2011 où elle a également fait l'objet d'un hommage spécial pour sa contribution aux vidéoclips et à la culture pop. Spears a considéré cet hommage comme « un honneur », et a déclaré, « C'était vraiment dingue. Je n'avais aucune idée d'à quoi m'attendre. Les enfants étaient fantastiques et très divertissant, et ce fut une soirée très amusante. C'était vraiment cool. J'étais comme, « Wow, c'est vraiment gentil! »
En dépit des avis généralement positifs des critiques, Femme Fatale n'a reçu aucune nomination à l'occasion de la 54e cérémonie des Grammy Awards. John Mitchell de MTV a critiqué la cérémonie et a déclaré que Till the World Ends aurait dû recevoir une nomination dans la catégorie Best Dance Recording. Robbie Daw de Idolator a également déclaré que la chanteuse aurait été nommée, disant, « elle a un album numéro un qui a engendré un trio de hits. » Ed Christman de Billboard a noté que Femme Fatale a été « oublié » par les électeurs aux Grammy Awards. James Montgomery de MTV, a toutefois observé que la chanteuse n'a « jamais été considéré comme un artiste des Grammy, et a remporté un seul Grammy durant toute sa carrière. » Il a été rapporté plus tard que Spears, Ke$ha, Jennifer Lopez, Lady Gaga et Rihanna avaient toutes été bannies de la catégorie Best Dance Recording, et ce afin d'y inclure plus de DJ et de groupes dance hardcore comme Afrojack, Calvin Harris, Skrillex et Benny Benassi.

## Liste des titres
| #   | Titre                             | Compositeur(s)                                                                             | Producteur(s)                          | Durée |
| --- | --------------------------------- | ------------------------------------------------------------------------------------------ | -------------------------------------- | ----- |
| 1.  | Till the World Ends               | Alexander Kerlund, Ke$ha, Dr. Luke et Max Martin                                           | Dr. Luke, Max Martin et Billboard      | 3:58  |
| 2.  | Hold It Against Me                | Bonnie McKee, Dr. Luke, Mathieu Jomphe et Max Martin                                       | Dr. Luke, Max Martin et Billboard      | 3:50  |
| 3.  | Inside Out                        | Gottwald, Jacob Kasher Hindlin, Jomphe, Martin, McKee                                      | Dr. Luke, Max Martin et Billboard      | 3:38  |
| 4.  | I Wanna Go                        | Shellback, Max Martin, Savan Kotecha                                                       | Max Martin et Shellback                | 3:30  |
| 5.  | How I Roll                        | Christian Karlsson, Henrik Jonback, Magnus Lidehäll, Pontus Winnberg, McKee, Nicole Morier | Bloodshy, Henrik Jonback et Magnus     | 3:37  |
| 6.  | (Drop Dead) Beautiful (avec Sabi) | Jeremy Coleman, Joshua Coleman, Ester Dean, Jomphe, Chris Brown, Benjamin Levin            | Benny Blanco, Ammo, JMIKE et Billboard | 3:32  |
| 7.  | Seal It With a Kiss               | Gottwald, Martin, McKee, Henry Walter                                                      | Dr. Luke, Max Martin et Dream Machine  | 3:26  |
| 8.  | Big Fat Bass (avec will.i.am)     | Will.i.am                                                                                  | Will.i.am                              | 4:45  |
| 9.  | Trouble for Me                    | Fraser T. Smith, Heather Bright, Livvi Franc                                               | Fraser T Smith                         | 3:20  |
| 10. | Trip to Your Heart                | Karlsson, Jonback, Lidehäll, Winnberg, Morier, Sophie Stern                                | Bloodshy, Henrik Jonback et Magnus     | 3:34  |
| 11. | Gasoline                          | Gottwald, Claude Kelly, Levin, McKee, Emily Wright                                         | Dr. Luke et Benny Blanco               | 3:08  |
| 12. | Criminal                          | Shellback, Martin, Tiffany Amber                                                           | Max Martin et Shellback                | 3:45  |

### Édition deluxe (pistes bonus)
| #   | Titre                                | Compositeur(s)                                                         | Producteur(s)                                  | Durée |
| --- | ------------------------------------ | ---------------------------------------------------------------------- | ---------------------------------------------- | ----- |
| 13. | Up N' Down                           | Shellback, Martin, Kotecha                                             | Max Martin, Shellback et Oligee                | 3:42  |
| 14. | He About to Lose Me                  | Rodney Jerkins, Ina Wroldsen                                           | Rodney « Darkchild » Jerkins                   | 3:48  |
| 15. | Selfish                              | Dean, Mikkel S. Eriksen, Tor Erik Hermansen, Sandy Wilhelm, Traci Hale | Stargate et Sandy Vee                          | 3:44  |
| 16. | Don't Keep Me Waiting                | Jerkins, Michaela Shiloh, Thomas Lumpkins                              | Rodney « Darkchild » Jerkins                   | 3:21  |
| 17. | Scary (édition japonaise et premium) | Smith, Kasia Livingston, Britney Spears                                | Kasia « Dreams » Livingston et Fraser T. Smith | 3:38  |

## Crédits
- Chant : Britney Spears
- Production : Dr. Luke, Max Martin, Ammo, Billboard, Benny Blanco, Bloodshy, Darkchild, Dream Machine, Fraser T. Smith, JMIKE, Henrik Jonback, Magnus, Oligee, Sandy Vee, Shellback, StarGate, will.i.am

## Classements de l'album
| Classement (2011)  | Meilleure position | Certifications | Ventes    |
| ------------------ | ------------------ | -------------- | --------- |
| Allemagne          | 10                 |                | 40 000    |
| Autriche           | 10                 |                | 5 000     |
| Australie          | 1                  | Or             | 35 000    |
| Argentine          | 2                  |                | 30 000    |
| Belgique (Nl)      | 8                  |                |           |
| Belgique (Fr)      | 5                  |                |           |
| Canada             | 1                  | Platine        | 90 000    |
| Corée du Sud       | 1                  | Or             | 5 000     |
| Danemark           | 8                  |                |           |
| Espagne            | 4                  |                | 15 000    |
| États-Unis         | 1                  | Platine        | 1 000 000 |
| Finlande           | 7                  |                |           |
| France             | 4                  | Or             | 90 000    |
| Grèce              | 4                  |                |           |
| Hongrie            | 6                  |                |           |
| Irlande            | 4                  | Or             | 7 500     |
| Italie             | 4                  |                | 20 000    |
| Japon              | 8                  |                | 70 000    |
| Mexique            | 1                  | Or             | 50 000    |
| Portugal           | 4                  | Platine        | 15 000    |
| Norvège            | 3                  |                |           |
| Nouvelle-Zélande   | 3                  |                | 5 000     |
| Pays-Bas           | 7                  |                | 5 000     |
| Royaume-Uni        | 8                  | Or             | 105 000   |
| Russie             | 1                  |                |           |
| Suède              | 5                  |                | 5 000     |
| Suisse             | 2                  | Or             | 20 000    |
| République tchèque | 5                  | Or             | 2 500     |